# Dicranum flavidum
Dicranum flavidum là một loài rêu trong họ Dicranaceae. Loài này được Sw. mô tả khoa học đầu tiên năm 1804.